# Le Vaisseau
Le Vaisseau (auf Deutsch: großes Schiff) in Straßburg ist eine wissenschaftliche Einrichtung, deren Konzeption und Bau durch den Generalrat des Département Bas-Rhin im Elsass initiiert wurde. Das für Kinder im Alter von 3 bis 15 Jahren geeignete Vaisseau ist barrierefrei gestaltet und zeigt alle Ausstellungen dreisprachig auf Französisch, Deutsch und Englisch. Entsprechend dem Motto „Wissenschaft macht Spaß!“ unterstützt das Vaisseau Eltern und Lehrkräfte mit zahlreichen Aktivitäten wie interaktive Dauerausstellungen, Wechselausstellungen, ein pädagogischer Garten, 3D-Filme oder Workshops. Unter anderem soll Kindern geholfen werden, die Umwelt und ihre Zukunft zu entdecken und besser zu verstehen.

## Geschichte
1998 beherbergte der Generalrat des Département Bas-Rhin in seinen Räumen die Ausstellung „Das Kinderdorf“ der Cité des sciences et de l’industrie in Paris. Ihr Erfolg belegte das Interesse Heranwachsender an der Beschäftigung mit Wissenschaft. Daraus entstand die Idee einer Einrichtung, in der Wissenschaft und Technik spielerisch entdeckt werden können.
Im Januar 2000 beschloss der Generalrat den Bau eines Wissenschafts- und Technikzentrums für Kinder und Jugendliche. Nach der Ausschreibung eines Architekturwettbewerbs beauftragte man die Architekten Bernard Weixler und François Rohmer gemeinsam mit dem Ausstellungsgestalter Jerôme Habersetzer mit der Umsetzung.
Der Grundsteinlegung im August 2003 auf einer Baufläche von 1,8 ha im Straßburger Stadtteil Neudorf folgte am 22. Februar 2005 die Eröffnung. Im Juni 2004 wurde das ausführliche Kulturprogramm offiziell vorgestellt.
Den Namen „großes Schiff“ erhielt das Projekt von Kindern des Feriencamps Wangenbourg in Anlehnung an Forschungsreisen und große Entdeckungen.

## Interaktive Dauerausstellungen
- „Mensch sein“

Hier wird in das Innere des eigenen Körpers geschaut, mit dem eigenen Skelett Fahrrad gefahren oder eine völlig neue Frisur aufgesetzt. Ziel ist es, sich selbst durch eigenständiges Experimentieren kennenzulernen und andere Menschen besser zu verstehen.
- „Tiere“

Hier geht es um das Beobachten, Beschreiben, Nachahmen, um den Rätseln der Tierwelt auf den Grund zu gehen. „Kinder werden zu echten Naturforschern und beobachten, beschreiben und verstehen die mysteriöse Welt der Tiere, die sie umgeben.“
- „Selbermachen“

Innerhalb dieser Ausstellung wird der junge Besucher zum Bauherrn und findet z. B. durch den Bau eines Iglus heraus, wie diese oder jene Konstruktionsweise funktioniert.
- „Wasser“

Das Ziel hier ist die Eigenschaften des Wassers zu entdecken sowie seine Rolle in unserem Leben.
- „Log'hic“

Damit Mathe ein Kinderspiel wird, bietet diese Ausstellung mehrere Experimente, um diesen Thema zu verarbeiten (z. B. Teile zu einem Würfel zusammenbauen oder geometrische Puzzle zusammensetzen)
- „Der Garten“

Auf 5000 m² geht es z. B. entlang verschiedener Lehrpfade: der Wissenschaftspfad, der Naturpfad, der Sinnespfad etc.

## Wechselausstellungen
Ein Ausstellungsbereich des Hauses widmet sich jedes halbe Jahre einem spezifischen Thema. Zuletzt war dies „Dialog im Dunkeln“ auf einer Fläche von 500 m², davon 400 m² in völliger Dunkelheit, die bis zum 8. März 2009 seine Besucher in die Welt der Sinneswahrnehmungen eintauchen ließ. Die anschließende Ausstellung reiht sich thematisch in das Jahr der Astronomie ein. „Planet Mars – eine außerirdische Ausstellung“ geht vom 7. April bis zum 30. August 2009 und bietet Entdeckungs- und Experimentiermöglichkeiten mit deren Hilfe die jungen und älteren Besucher viel über den Roten Planeten erfahren und lernen können.
Seit 22. September 2009 bis zum 31. März 2010 gibt es die Wechselausstellung "1000&1 Farbe". Dabei können große und kleine Besucher Fragen beantworten, wie beispielsweise: "Wie wurde im Mittelalter gelbe Farbe hergestellt?", "Was für "farbliche" Unterschiede gibt es zwischen Deutschland und Frankreich.

## Weblink
- Offizielle Website